# Plan de desarrollo
Un plan de desarrollo es un instrumento de gestión pública empleado para propulsar el desarrollo social de un determinado territorio, que puede ser el Estado en su conjunto o una subdivisión del mismo (una región rural, un barrio, etc).

## Planes de desarrollo por país
- Plan Nacional de Desarrollo de Chile.
- Plan Nacional de Desarrollo de Colombia.
- Planes de Desarrollo de España, conjunto de tres planes que se llevaron a cabo entre 1964 y 1975.
- Primer y Segundo Plan de Malasia, dos planes de desarrollo realizados por el gobierno malayo entre 1966 y 1975 para reducir la pobreza y la dependencia de potencias extranjeras.

## Términos relacionados
- Plan quinquenal, plan que establece unos objetivos de producción económica por un periodo de cinco años.
- Política económica anticíclica.

- Datos: Q5266783